# 叶辛
叶辛（1949年10月—），原名叶承熹，上海人，中华人民共和国作家，中国作家协会副主席，第六、七届全国人大代表。叶辛1969年從中學畢業後前往貴州插隊10多年。

## 作品
作品有长篇小说《我们这一代青年》、《蹉跎岁月》、《家教》、《恐怖的飓风》、《在醒来的土地上》、《三年五载》(三部曲)、《省城里的风流韵事》、《孽债》、《巨澜》（上下册）、《华都》等。。

### 长篇小说
- 《我们这一代年轻人》1980年；《峡谷烽烟》1980年；《风凛冽》1981年；《蹉跎岁月》1982年；《绿荫晨曦》1983年；《基石》1984年；《在醒来的土地上》1985年；《拔河》1985年；《虎的年》1985年；《新澜》1985年；《三年五载》上1985年；《家教》1986年；《遥远的山谷》1986年；《三年五载》下1987年；《爱的变奏》1988年；《家庭奏鸣曲》1988年；《私生子》1989年；《省城里的风流韵事》1990年；《家庭的阴影》1990年；《恐怖的飓风》1991年；《孽债》1992年；《飓风》 1995年；《眩目的云彩》 1995年；《巨澜》（上下两册全）1996年；《烦恼婚姻》1998年；《华都》2004年；《缠溪之恋》2005年年；《上海日记》2007年；《孽债2》2008年；《过客亭》2011年；《圆圆魂》2015；《古今海龙屯》2017；《五姐妹》 2019年；《魂殇》2020年；

### 中短篇小说
- 《高高的苗岭》1977年；《深夜马蹄声》1977年；《叶辛中篇小说选》1983年；《带露的玫瑰》1984年；《发生在霍家的事》1985年；《恩怨债》1985年；《闲静河谷的桃色新闻》1987年；《曼谷姑娘的眼睛》1993年；《凶案一桩》1994年；《叶辛中短篇小说 自选集》1997年；《爱也无奈》2004；

### 散文随笔集
- 《我的生命环》1995年；《叶辛散文随笔 自选集》1997年；《半世人生》1998年；《叶辛散文》1999年；《叶辛谈创作》1999年；《若有似无的城市》1999年；《西雅图之思》2002年；《一支难忘的歌》2009年；《茅台酒秘史》2009年；《往日的情书》1998年；《我生命的两极》2004；《问世间情》2014；《叶辛文学回忆录》2018；《我和祖国70年》2019。

### 电影电视文学剧本
- 《火娃》（与谢飞合作）1977年；《蹉跎岁月》1990年；《悬念》1986年；《家教》1987年；《省城里的风流韵事》1992年、《孽债》1993年；《一代风流宋耀如》1997年；

### 文集
- 《叶辛文集》十卷1996年江苏文艺出版社；
- 《叶辛经典知青作品集》八卷2008年百花文艺出版社；